# Wapen van Bladel en Netersel

Wapen van Bladel en Netersel

Het wapen van Bladel en Netersel werd op 16 juli 1817  bij besluit van de Hoge Raad van Adel aan de toenmalige Noord-Brabantse gemeente Bladel en Netersel bevestigd. Op 1 januari 1997 gingen Bladel en Netersel op in de nieuwe gemeente Bladel, waarmee het wapen van Bladel en Netersel kwam te vervallen. In het wapen van Bladel keerden de sleutels uit het wapen van Bladel en Netersel terug.

## Blazoenering
De blazoenering bij het wapen luidt als volgt:
Van lazuur, met twee liggende sleutels van goud, geplaatst en sautoir.
De heraldische kleuren in het wapen zijn lazuur (blauw) en goud (geel). Dit zijn de rijkskleuren.

## Geschiedenis
De plaatsen vielen vroeger bestuurlijk onder het Kwartier van Kempenland. Het wapen is afgeleid van een schependomzegel van Bladel, Reusel en Netersel uit de zeventiende eeuw. Oudere schependomzegels van deze dorpen die samen een schepenbank hadden, vertonen slechts een enkele sleutel. De sleutels zijn de attributen van Petrus, beschermheilige van Bladel. Omdat bij de aanvraag geen kleuren werden gespecificeerd werd het wapen verleend in de rijkskleuren: goud op blauw. Na opheffing van de gemeente zijn de sleutels in zilver en goud teruggekeerd in het wapen van Bladel.

## Verwant wapen

Het wapen van Bladel